# タービン

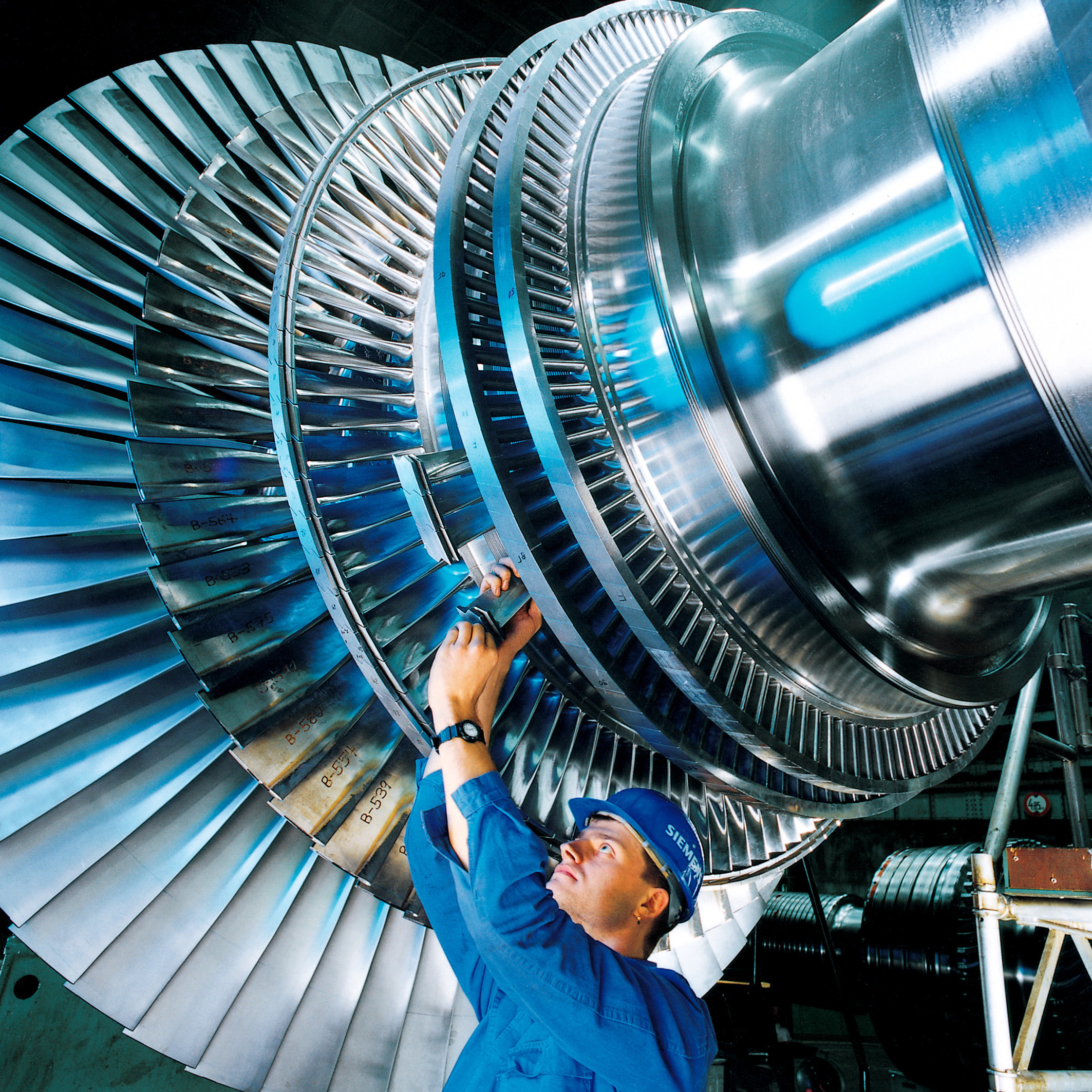
蒸気タービン

タービン（英語: turbine ターバインとも発音される）とは、流体がもっているエネルギーを有用な機械的動力に変換する回転式の原動機の総称。

## 概説
水、蒸気、ガス、空気その他流体の流れによって、ホイールやローターと（典型的には）ベーン（羽根）とが組み合わされたものが回転し、連続的にパワーを生みだす機械のこと。抽象的に言えば、流体の運動エネルギーを、機械的な回転運動（回転運動のエネルギー）へと変換する装置とも言える。なお、作動させるための流体は基本的に液体や気体だが、超臨界流体で動くものもある。流体機械の一種であるが、ピストンモータの往復運動をクランクシャフトで回転運動に変換するタイプの流体機械とは異なり、流体の運動を直接的に回転運動に変換する回転機である。
こと自動車用エンジン、とりわけチューニングカーの話題において｢タービン｣という言葉が出てきた場合はターボチャージャーASSY全体のことを指している場合が多々あり、より高出力を狙えるターボチャージャーにアップグレードすることを｢タービン交換｣などと言ったりする。
「タービン」という表現はギリシア語のτύρβη, tyrbē、ラテン語の turba, turbo 「かき乱し、乱流、渦」といったような意味の言葉が語源。合成語中では「ターボ」となる。

### 流体の種類による分類
- 水力タービン
  - 水車
  - 発電用水車 - 水力発電などで水の流れを軸に伝える。ペルトン水車、フランシス水車などがある。
- 蒸気タービン - 高温高圧蒸気を利用する[2]。船舶の動力を得るため、また蒸気を用いた発電（汽力発電。火力発電や原子力発電）で用いられる。
- ガスタービン - 高温ガスを利用する[2]。ジェットエンジンや一部の火力発電で用いられる。
  - 排気タービン過給器 - ターボチャージャーとも呼ばれ、内燃機関から捨てられる排気ガスのエネルギーを利用する過給器。
- 風力タービン - 風力を利用したもの。
  - 風車
  - 風力揚水装置 - ヨーロッパやアメリカの農業などで井戸や農業用水から水をくみ上げるためにしばしば用いられている。
  - windmill 風車（粉ひき）小屋 - 風力で粉ひき（製粉）をする施設で欧州では数百年前から現在まで使われ続けている。
  - 風力発電タービン - 風力発電で用いられる。
- 流速計 -　風速計、船舶の対水速度計などで用いられる。
- 流量計 - ガソリンスタンドや水道などで液体の分量を量る際に用いられる。

タービンの例
- 揚水用風力タービン
- ノルウェーの製材用水車。流水の当て方によってはかなり大きな動力が得られる。
- 風車（粉ひき）小屋。日本語では「小屋」と呼ぶが、住宅の3～4階に相当する巨大な装置となっている。

### 流体の作動による分類

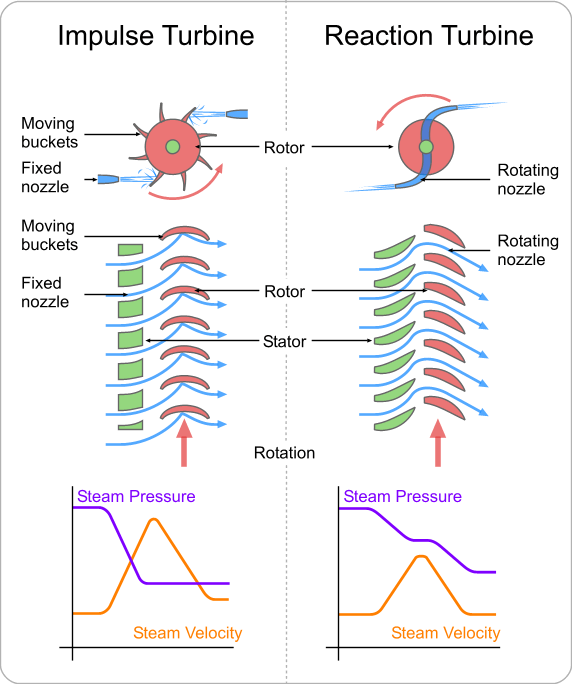
衝動タービン（左側）と反動タービン（右側）の断面図と蒸気（ガス）の流れの図

- 衝動タービン - ノズル（静翼）で流体の圧力を速度に変換し膨張・減圧して動翼は何も変換せず、ノズルからの流出ガスの衝動力で動翼を回転させるもの。
- 反動タービン - ノズル（静翼）と動翼で流体の圧力を速度に変換し膨張・減圧して、ノズルからの流出ガスの衝撃力と動翼内で膨張したガスの反動力で動翼を回転させるもの。
- 衝動反動タービン - 動翼において根元から先端にかけて通過するガスの速度と膨張・減圧を均一にする為（動翼の周速度は半径に比例して増加する為、先端を流れるガスの相対速度が減少し膨張・減圧が減少する）に動翼にひねりを与え根元を衝動タービンとし徐々に先端を反動タービンとしたもの、主にジェットエンジンのタービンに用いられる。

### 流体の流れの方向による分類
- 軸流タービン - 軸方向に流体が流れるもの。
- 斜流タービン - 軸から斜めに広がるように流体が流れるもの。
- 半径流タービン（ラジアル・タービン） - 軸と直交する向きに流体が流れるもの。ふく流型とも呼ばれる。

## 構成要素
- ノズル（静翼）
- 羽根車（タービン翼）
- インペラー
- 軸
- 軸受 - 回転軸を支える。
- 軸封装置 - 軸受け部からの流体の漏れを防止する。
- 保安装置 - 過速度・異常振動の検出、緊急停止を行う。